# Poľovnícky vodopád
Poľovnícky vodopád, nazývaný také Bobrovecký vodopád, Poľovníkov vodopád, Jalovecký vodopád nebo vodopád Stará voda, je horský vodopád na potoce Stará voda v pohoří Západní Tatry na území obce Bobrovec v okrese Liptovský Mikuláš v Žilinském kraji v severním Slovensku. Nachází se v Tatranském národním parku.

## Další informace
Poľovnícky vodopád je dvoustupňový vodopád, který má výšku 12 m a nachází se na vápencové skále pod Bobroveckou dolinou a jeho voda patří do povodí řeky Váh. V zimě zamrzá a vzniká ledopád. Nejsnadnější přístup je z odbočky Podtatranské cyklomagistrály po krátké stezce u dřevěné Poľovnícke chaty. Místo je celoročně volně přístupné.

## Galerie

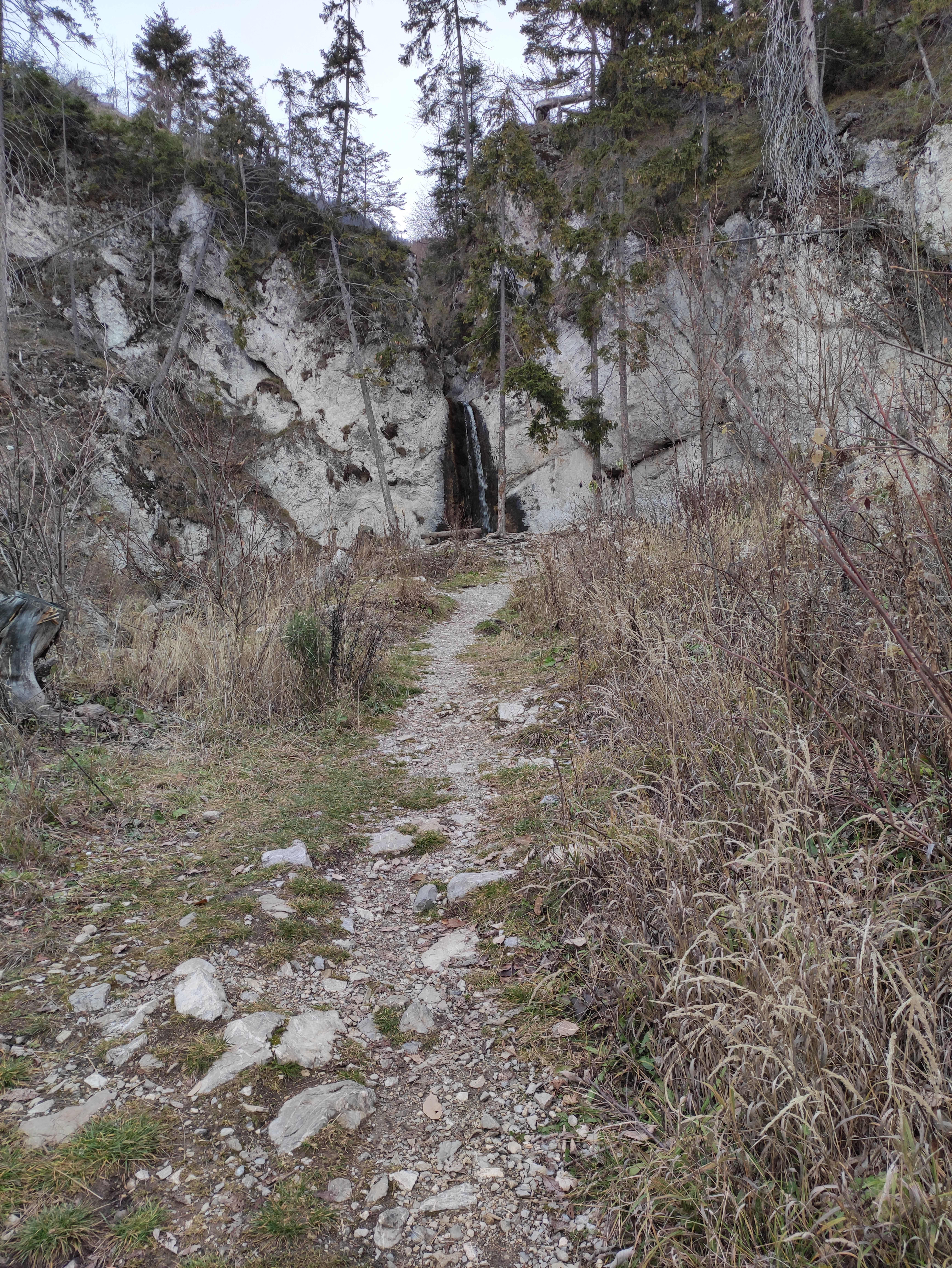
Cesta k vodopádu
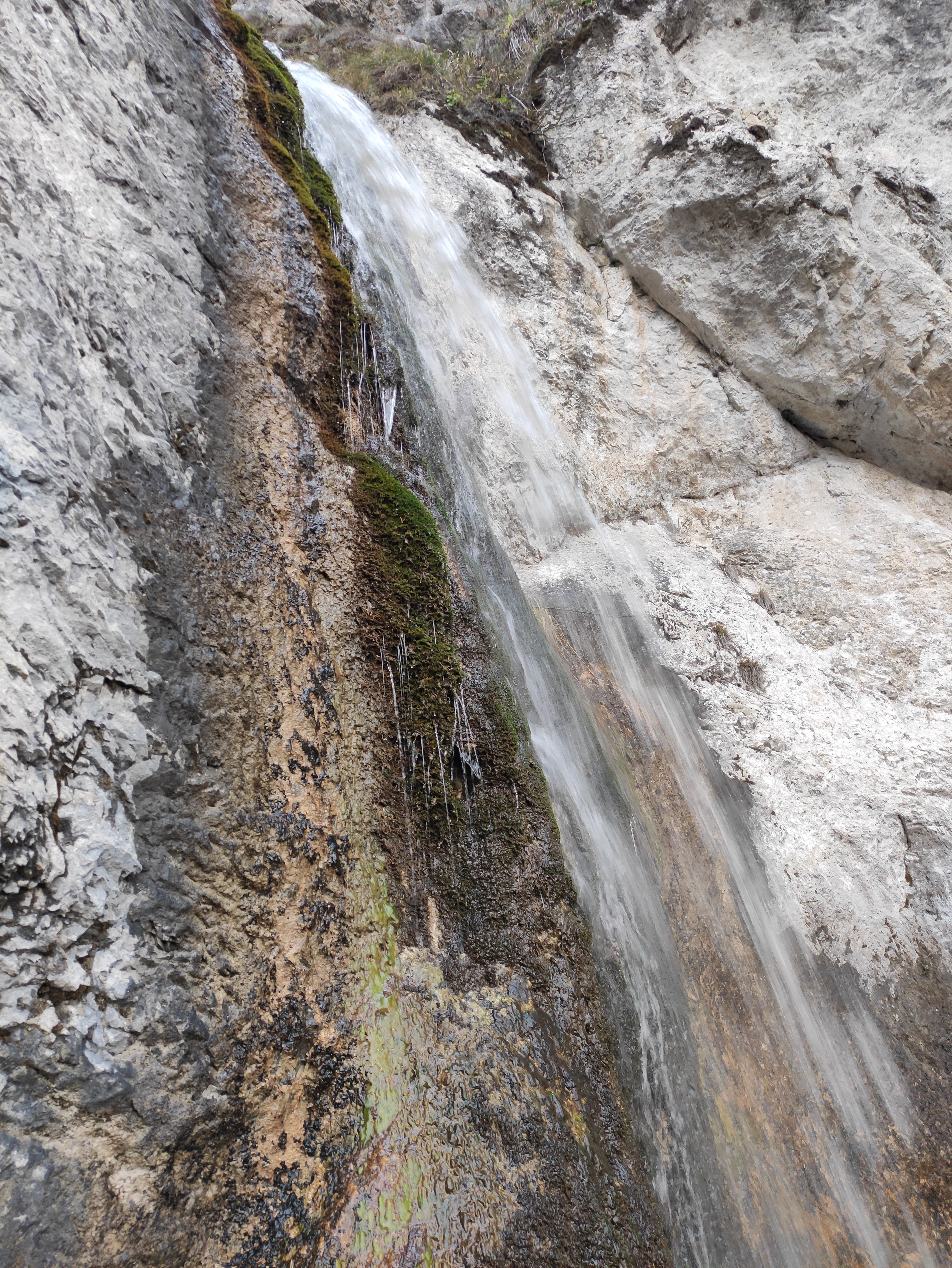
Vodopád